# Passatge de Mulet
El passatge de Mulet és un vial del barri del Putxet i el Farró de Barcelona, entre els carrers de Saragossa i de Vallirana. Està catalogat com a bé amb elements d'interès (categoria C).

## Descripció
Es tracta d'un passatge amb una vintena de cases entre mitgeres, deu a cada banda, amb un petit jardí davanter. Es tanca amb portes a la nit.

## Història
Va ser començat a urbanitzar el 1868, en una parcel·la que el menorquí Antoni Mulet i Orfila, veí de Gràcia, va comprar de la finca de Can Regàs, que l'Ajuntament de Sant Gervasi de Cassoles havia autoritzat a urbanitzar el 1867. Arran de la Revolució de setembre de 1868, la construcció de cases es va aturar, i no es completà fins a principis del segle xx.
El 1949, l'Ajuntament de Barcelona aprovà la Reglamentación especial del Pasaje Mulet, on s’establien unes alçades màximes de 7,80 m a les façanes, i se li atorgava una protecció especial.
Els primers veïns del passatge van ser famílies de modesta condició econòmica, però posteriorment s'hi van fer cases metges, advocats o comerciants.

## Edificis destacats

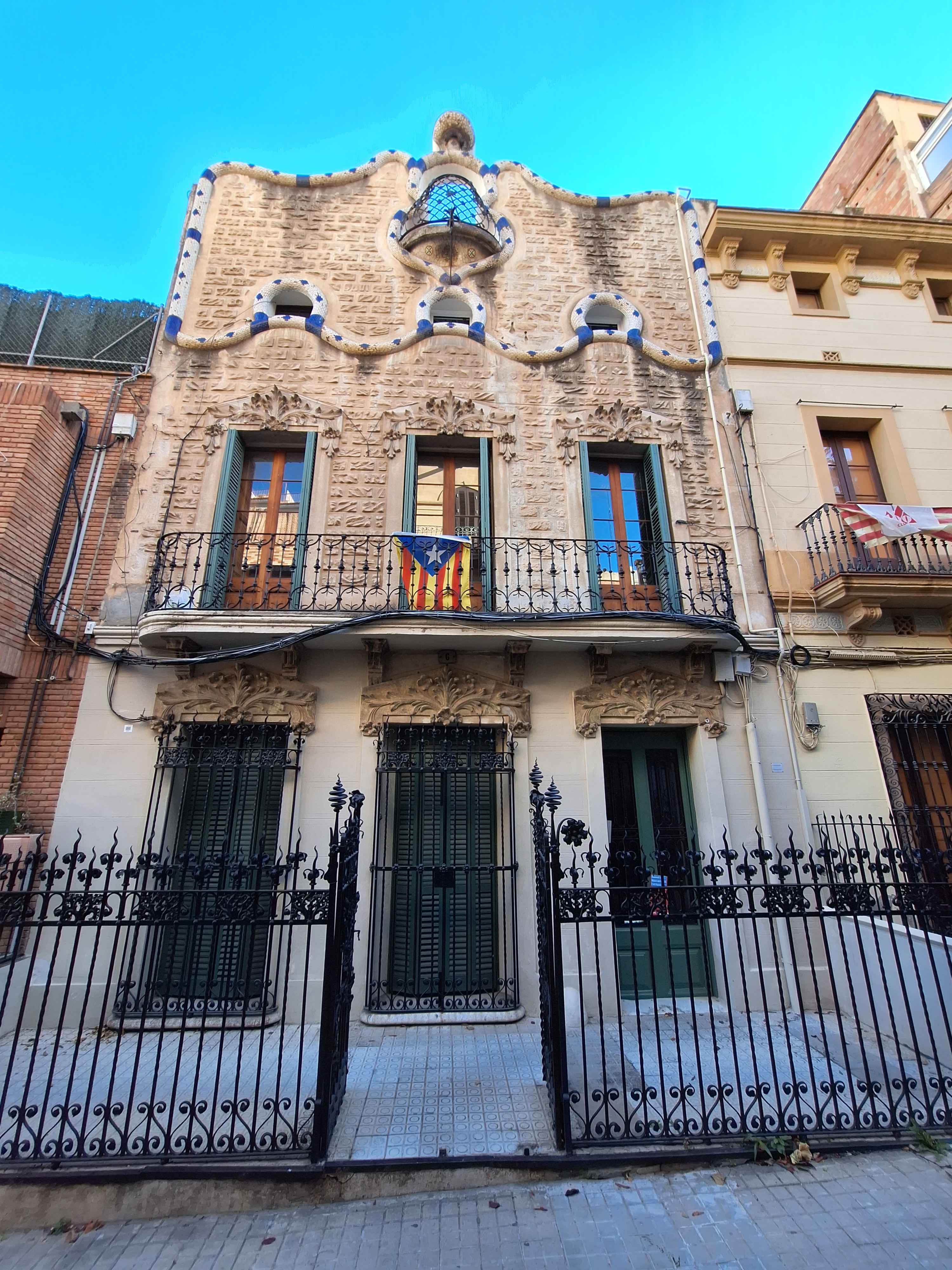
Casa Josep Sendrós

Les cases 3 i 6 són d'estil modernista i les cases 11 i 13 conserven l'estil original. A la casa 14 hi hagué la seu del Centre Autonomista Català de Sant Gervasi, fins a la Guerra Civil espanyola. La casa 4 és des del 1970 la seu del Club Excursionista de Gràcia i de l'Agrupació Escolta Pere Rosselló.
La casa Josep Sendrós, al número 6, construïda el 1912 pel mestre d’obres Eusebi Climent i Viñolas, és d'estil modernita, de planta baixa i dues plantes. A la façana hi ha un cordó de ceràmica blanc i blau, que emmarca en corbes la planta superior i la barana de forja del terrat.